# Saison NBA 2002-2003
Navigation
Saison 2001-2002 Saison 2003-2004
La saison NBA 2002-2003 est la 54e saison de la NBA (la 57e en comptant les 3 saisons de BAA). Elle se termine sur la victoire des San Antonio Spurs face aux New Jersey Nets, 4 victoires à 2.

## Faits notables
- Le All-Star Game 2003 se déroule à la Philips Arena à Atlanta. Les All-Star de l'Ouest battent les All-Star de l'Est 135-145 après deux prolongations, soit le plus long All-Star Game de l'histoire de la NBA. Kevin Garnett (Minnesota Timberwolves) est élu Most Valuable Player.
- Les Hornets sont relocalisés à La Nouvelle-Orléans, entraînant une absence de deux années dans l'État de Caroline, avant la naissance des Charlotte Bobcats en 2004. Ils jouent leur premier match à la New Orleans Arena.
- Michael Jordan annonce son troisième et dernier retrait du monde du basket-ball. Il joue son dernier match le 16 avril 2003 à Philadelphie.
- Les San Antonio Spurs jouent leur première rencontre au SBC Center (désormais AT&T Center).
- Les Houston Rockets jouent leur dernier match au Compaq Center.
- Pour la première fois dans l'histoire de la NBA, deux anciennes équipes de ABA s'affrontent lors des Finales NBA (les Spurs et les Nets).
- La NBA change le format du premier tour des playoffs, passant d'une série au meilleur des cinq manches à une série au meilleur des sept manches (4 matches gagnés). Tous les tours des playoffs sont désormais alignés sur le même format. Cette réforme sera appliquée dès les playoffs 2003.
- Le 7 janvier 2003, Kobe Bryant marque 45 points face à Seattle et inscrit 9 tirs à trois-points consécutifs, pour un total de 12 sur l'ensemble du match, ce qui constitue le nouveau record de tirs à 3-points inscrits en une rencontre NBA.
- Allen Iverson devient le meilleur intercepteur pour la troisième fois de sa carrière et rejoint Alvin Robertson, Michael Ray Richardson et Michael Jordan, il est par contre le seul à l'avoir été durant trois saisons consécutives.Il a depuis été battu par Chris Paul, 5 fois meilleur intercepteur dont également 3 fois consécutives.

## Classements de la saison régulière
| Champion de division | Qualifié pour les playoffs | Non qualifié pour les playoffs |

### Par division
| Division Atlantique   | V  | D  | PCT  | GB |
| --------------------- | -- | -- | ---- | -- |
| Nets du New Jersey    | 49 | 33 | 59.8 | -  |
| 76ers de Philadelphie | 48 | 34 | 58.5 | 1  |
| Celtics de Boston     | 44 | 38 | 53.7 | 5  |
| Magic d'Orlando       | 42 | 40 | 51.2 | 7  |
| Knicks de New York    | 37 | 45 | 45.1 | 12 |
| Wizards de Washington | 37 | 45 | 45.1 | 12 |
| Heat de Miami         | 25 | 57 | 30.5 | 24 |

| Division Centrale              | V  | D  | PCT  | GB |
| ------------------------------ | -- | -- | ---- | -- |
| Pistons de Détroit             | 50 | 32 | 61.0 | -  |
| Pacers de l'Indiana            | 48 | 34 | 58.5 | 2  |
| Hornets de La Nouvelle-Orléans | 47 | 35 | 57.3 | 3  |
| Bucks de Milwaukee             | 42 | 40 | 51.2 | 8  |
| Hawks d'Atlanta                | 35 | 47 | 42.7 | 15 |
| Bulls de Chicago               | 30 | 52 | 36.6 | 20 |
| Raptors de Toronto             | 24 | 58 | 29.3 | 26 |
| Cavaliers de Cleveland         | 17 | 65 | 20.7 | 33 |

| Division Midwest          | V  | D  | PCT  | GB |
| ------------------------- | -- | -- | ---- | -- |
| Spurs de San Antonio C    | 60 | 22 | 73.2 | -  |
| Mavericks de Dallas       | 60 | 22 | 73.2 | -  |
| Timberwolves du Minnesota | 51 | 31 | 62.2 | 9  |
| Jazz de l'Utah            | 47 | 35 | 57.3 | 13 |
| Rockets de Houston        | 43 | 39 | 52.4 | 17 |
| Grizzlies de Memphis      | 28 | 54 | 34.1 | 32 |
| Nuggets de Denver         | 17 | 65 | 20.7 | 43 |

| Division Pacifique        | V  | D  | PCT  | GB |
| ------------------------- | -- | -- | ---- | -- |
| Kings de Sacramento       | 59 | 23 | 72.0 | -  |
| Lakers de Los Angeles     | 50 | 32 | 61.0 | 9  |
| Trail Blazers de Portland | 50 | 32 | 61.0 | 9  |
| Suns de Phoenix           | 44 | 38 | 53.7 | 15 |
| SuperSonics de Seattle    | 40 | 42 | 48.8 | 19 |
| Warriors de Golden State  | 38 | 44 | 46.3 | 21 |
| Clippers de Los Angeles   | 27 | 55 | 32.9 | 32 |

### Par conférence
| Conférence Est | Conférence Est                 | Conférence Est | Conférence Est | Conférence Est |
| No             | Franchise                      | Vic.           | Déf.           | PCT            |
| -------------- | ------------------------------ | -------------- | -------------- | -------------- |
| 1              | Pistons de Détroit             | 50             | 32             | 61.0           |
| 2              | Nets du New Jersey             | 49             | 33             | 59.8           |
| 3              | Pacers de l'Indiana            | 48             | 34             | 58.5           |
| 4              | 76ers de Philadelphie          | 48             | 34             | 58.5           |
| 5              | Hornets de La Nouvelle-Orléans | 47             | 35             | 57.3           |
| 6              | Celtics de Boston              | 44             | 38             | 53.7           |
| 7              | Bucks de Milwaukee             | 42             | 40             | 51.2           |
| 8              | Magic d'Orlando                | 42             | 40             | 51.2           |
|                |                                |                |                |                |
| 9              | Knicks de New York             | 37             | 45             | 45.1           |
| 10             | Wizards de Washington          | 37             | 45             | 45.1           |
| 11             | Hawks d'Atlanta                | 35             | 47             | 42.7           |
| 12             | Bulls de Chicago               | 30             | 52             | 36.6           |
| 13             | Heat de Miami                  | 25             | 57             | 30.5           |
| 14             | Raptors de Toronto             | 24             | 58             | 29.3           |
| 15             | Cavaliers de Cleveland         | 17             | 65             | 20.7           |

| Conférence Ouest | Conférence Ouest          | Conférence Ouest | Conférence Ouest | Conférence Ouest |
| No               | Franchise                 | Vic.             | Déf.             | PCT              |
| ---------------- | ------------------------- | ---------------- | ---------------- | ---------------- |
| 1                | Spurs de San Antonio C    | 60               | 22               | 73.2             |
| 2                | Kings de Sacramento       | 59               | 23               | 72.0             |
| 3                | Mavericks de Dallas       | 60               | 22               | 73.2             |
| 4                | Timberwolves du Minnesota | 51               | 31               | 62.2             |
| 5                | Lakers de Los Angeles     | 50               | 32               | 61.0             |
| 6                | Trail Blazers de Portland | 50               | 32               | 61.0             |
| 7                | Jazz de l'Utah            | 47               | 35               | 57.3             |
| 8                | Suns de Phoenix           | 44               | 38               | 53.7             |
|                  |                           |                  |                  |                  |
| 9                | Rockets de Houston        | 43               | 39               | 52.4             |
| 10               | SuperSonics de Seattle    | 40               | 42               | 48.8             |
| 11               | Warriors de Golden State  | 38               | 44               | 46.3             |
| 12               | Grizzlies de Memphis      | 28               | 54               | 34.1             |
| 13               | Clippers de Los Angeles   | 27               | 55               | 32.9             |
| 14               | Nuggets de Denver         | 17               | 65               | 20.7             |

C - Champions NBA

## Playoffs
|  | 1er tour         | 1er tour                       | 1er tour              |   |                           | Demi-finales de Conférence | Demi-finales de Conférence | Demi-finales de Conférence |  |   | Finales de Conférence | Finales de Conférence | Finales de Conférence |  |    | Finales NBA        | Finales NBA | Finales NBA |
|  |                  |                                |                       |   |                           |                            |                            |                            |  |   |                       |                       |                       |  |    |                    |             |             |
|  | 1                | Pistons de Détroit             | 4                     |   |                           |                            |                            |                            |  |   |                       |                       |                       |  |    |                    |             |             |
|  | 8                | Magic d'Orlando                | 3                     |   |                           |                            |                            |                            |  |   |                       |                       |                       |  |    |                    |             |             |
|  | 8                | Magic d'Orlando                | 3                     |   | 1                         | Pistons de Détroit         | 4                          |                            |  |   |                       |                       |                       |  |    |                    |             |             |
|  |                  |                                |                       |   | 1                         | Pistons de Détroit         | 4                          |                            |  |   |                       |                       |                       |  |    |                    |             |             |
|  |                  | 4                              | 76ers de Philadelphie | 2 |                           |                            |                            |                            |  |   |                       |                       |                       |  |    |                    |             |             |
|  | 4                | 4                              | 76ers de Philadelphie | 2 | 76ers de Philadelphie     | 4                          |                            |                            |  |   |                       |                       |                       |  |    |                    |             |             |
|  | 4                |                                |                       |   | 76ers de Philadelphie     | 4                          |                            |                            |  |   |                       |                       |                       |  |    |                    |             |             |
|  | 5                | Hornets de La Nouvelle-Orléans | 2                     |   |                           |                            |                            |                            |  |   |                       |                       |                       |  |    |                    |             |             |
|  | 5                | Hornets de La Nouvelle-Orléans | 2                     |   |                           |                            |                            |                            |  | 1 | Pistons de Détroit    | 0                     |                       |  |    |                    |             |             |
|  | Conférence Est   |                                |                       |   |                           |                            |                            |                            |  | 1 | Pistons de Détroit    | 0                     |                       |  |    |                    |             |             |
|  |                  | 2                              | Nets du New Jersey    | 4 |                           |                            |                            |                            |  |   |                       |                       |                       |  |    |                    |             |             |
|  | 3                | 2                              | Nets du New Jersey    | 4 | Pacers de l'Indiana       | 2                          |                            |                            |  |   |                       |                       |                       |  |    |                    |             |             |
|  | 3                |                                |                       |   | Pacers de l'Indiana       | 2                          |                            |                            |  |   |                       |                       |                       |  |    |                    |             |             |
|  | 6                | Celtics de Boston              | 4                     |   |                           |                            |                            |                            |  |   |                       |                       |                       |  |    |                    |             |             |
|  | 6                | Celtics de Boston              | 4                     |   | 6                         | Celtics de Boston          | 0                          |                            |  |   |                       |                       |                       |  |    |                    |             |             |
|  |                  |                                |                       |   | 6                         | Celtics de Boston          | 0                          |                            |  |   |                       |                       |                       |  |    |                    |             |             |
|  |                  | 2                              | Nets du New Jersey    | 4 |                           |                            |                            |                            |  |   |                       |                       |                       |  |    |                    |             |             |
|  | 2                | 2                              | Nets du New Jersey    | 4 | Nets du New Jersey        | 4                          |                            |                            |  |   |                       |                       |                       |  |    |                    |             |             |
|  | 2                |                                |                       |   | Nets du New Jersey        | 4                          |                            |                            |  |   |                       |                       |                       |  |    |                    |             |             |
|  | 7                | Bucks de Milwaukee             | 2                     |   |                           |                            |                            |                            |  |   |                       |                       |                       |  |    |                    |             |             |
|  | 7                | Bucks de Milwaukee             | 2                     |   |                           |                            |                            |                            |  |   |                       |                       |                       |  | E2 | Nets du New Jersey | 2           |             |
|  |                  |                                |                       |   |                           |                            |                            |                            |  |   |                       |                       |                       |  | E2 | Nets du New Jersey | 2           |             |
|  |                  | W1                             | Spurs de San Antonio  | 4 |                           |                            |                            |                            |  |   |                       |                       |                       |  |    |                    |             |             |
|  | 1                | W1                             | Spurs de San Antonio  | 4 | Spurs de San Antonio      | 4                          |                            |                            |  |   |                       |                       |                       |  |    |                    |             |             |
|  | 1                |                                |                       |   | Spurs de San Antonio      | 4                          |                            |                            |  |   |                       |                       |                       |  |    |                    |             |             |
|  | 8                | Suns de Phoenix                | 2                     |   |                           |                            |                            |                            |  |   |                       |                       |                       |  |    |                    |             |             |
|  | 8                | Suns de Phoenix                | 2                     |   | 1                         | Spurs de San Antonio       | 4                          |                            |  |   |                       |                       |                       |  |    |                    |             |             |
|  |                  |                                |                       |   | 1                         | Spurs de San Antonio       | 4                          |                            |  |   |                       |                       |                       |  |    |                    |             |             |
|  |                  | 5                              | Lakers de Los Angeles | 2 |                           |                            |                            |                            |  |   |                       |                       |                       |  |    |                    |             |             |
|  | 4                | 5                              | Lakers de Los Angeles | 2 | Timberwolves du Minnesota | 2                          |                            |                            |  |   |                       |                       |                       |  |    |                    |             |             |
|  | 4                |                                |                       |   | Timberwolves du Minnesota | 2                          |                            |                            |  |   |                       |                       |                       |  |    |                    |             |             |
|  | 5                | Lakers de Los Angeles          | 4                     |   |                           |                            |                            |                            |  |   |                       |                       |                       |  |    |                    |             |             |
|  | 5                | Lakers de Los Angeles          | 4                     |   |                           |                            |                            |                            |  | 1 | Spurs de San Antonio  | 4                     |                       |  |    |                    |             |             |
|  | Conférence Ouest |                                |                       |   |                           |                            |                            |                            |  | 1 | Spurs de San Antonio  | 4                     |                       |  |    |                    |             |             |
|  |                  | 3                              | Mavericks de Dallas   | 2 |                           |                            |                            |                            |  |   |                       |                       |                       |  |    |                    |             |             |
|  | 3                | 3                              | Mavericks de Dallas   | 2 | Mavericks de Dallas       | 4                          |                            |                            |  |   |                       |                       |                       |  |    |                    |             |             |
|  | 3                |                                |                       |   | Mavericks de Dallas       | 4                          |                            |                            |  |   |                       |                       |                       |  |    |                    |             |             |
|  | 6                | Trail Blazers de Portland      | 3                     |   |                           |                            |                            |                            |  |   |                       |                       |                       |  |    |                    |             |             |
|  | 6                | Trail Blazers de Portland      | 3                     |   | 3                         | Mavericks de Dallas        | 4                          |                            |  |   |                       |                       |                       |  |    |                    |             |             |
|  |                  |                                |                       |   | 3                         | Mavericks de Dallas        | 4                          |                            |  |   |                       |                       |                       |  |    |                    |             |             |
|  |                  | 2                              | Kings de Sacramento   | 3 |                           |                            |                            |                            |  |   |                       |                       |                       |  |    |                    |             |             |
|  | 2                | 2                              | Kings de Sacramento   | 3 | Kings de Sacramento       | 4                          |                            |                            |  |   |                       |                       |                       |  |    |                    |             |             |
|  | 2                |                                |                       |   | Kings de Sacramento       | 4                          |                            |                            |  |   |                       |                       |                       |  |    |                    |             |             |
|  | 7                | Jazz de l'Utah                 | 1                     |   |                           |                            |                            |                            |  |   |                       |                       |                       |  |    |                    |             |             |

## Leaders statistiques de la saison régulière
| Catégorie                      | Joueur        | Équipe                | Statistique |
| ------------------------------ | ------------- | --------------------- | ----------- |
| Points par match               | Tracy McGrady | Magic d'Orlando       | 32.1        |
| Rebonds par match              | Ben Wallace   | Pistons de Détroit    | 15.4        |
| Passes par match               | Jason Kidd    | Nets du New Jersey    | 8.9         |
| Interceptions par match        | Allen Iverson | 76ers de Philadelphie | 2.7         |
| Contres par match              | Theo Ratliff  | Hawks d'Atlanta       | 3.2         |
| Pourcentage aux tirs           | Eddy Curry    | Bulls de Chicago      | 58.5        |
| Pourcentage à 3 points         | Bruce Bowen   | Spurs de San Antonio  | 44.1        |
| Pourcentage aux lancers-francs | Allan Houston | Knicks de New York    | 91.9        |

## Récompenses individuelles
- Most Valuable Player : Tim Duncan, San Antonio Spurs
- Rookie of the Year : Amare Stoudemire, Phoenix Suns
- Defensive Player of the Year : Ben Wallace, Detroit Pistons
- Sixth Man of the Year : Bobby Jackson, Sacramento Kings
- Most Improved Player : Gilbert Arenas, Golden State Warriors
- Coach of the Year : Gregg Popovich, San Antonio Spurs
- Executive of the Year : Joe Dumars, Detroit Pistons
- NBA Sportsmanship Award : Ray Allen, Seattle SuperSonics
- J.Walter Kennedy Sportsmanship Award : David Robinson, San Antonio Spurs

- All-NBA First Team :
  - F - Kevin Garnett, Minnesota Timberwolves
  - F - Tim Duncan, San Antonio Spurs
  - C - Shaquille O'Neal, Los Angeles Lakers
  - G - Kobe Bryant, Los Angeles Lakers
  - G - Tracy McGrady, Orlando Magic

- All-NBA Second Team :
  - F - Dirk Nowitzki, Dallas Mavericks
  - F - Chris Webber, Sacramento Kings
  - C - Ben Wallace, Detroit Pistons
  - G - Jason Kidd, New Jersey Nets
  - G - Allen Iverson, Philadelphia 76ers

- All-NBA Third Team :
  - F - Paul Pierce, Celtics de Boston
  - F - Jamal Mashburn, New Orleans Hornets
  - F - Jermaine O'Neal, Indiana Pacers
  - G - Stephon Marbury, Phoenix Suns
  - G - Steve Nash, Dallas Mavericks

- NBA All-Defensive First Team :
  - F - Tim Duncan, San Antonio Spurs
  - F - Kevin Garnett, Minnesota Timberwolves
  - C - Ben Wallace, Detroit Pistons
  - G - Doug Christie, Sacramento Kings
  - G - Kobe Bryant, Los Angeles Lakers

- NBA All-Defensive Second Team :
  - F - Ron Artest, Indiana Pacers
  - F - Bruce Bowen, San Antonio Spurs
  - C - Shaquille O'Neal, Los Angeles Lakers
  - G - Jason Kidd, New Jersey Nets
  - G - Eric Snow, Philadelphia 76ers

- NBA All-Rookie First Team :
  - Yao Ming, Houston Rockets
  - Amare Stoudemire, Phoenix Suns
  - Caron Butler, Miami Heat
  - Drew Gooden, Orlando Magic
  - Nenê Hilario, Denver Nuggets

- NBA All-Rookie Second Team :
  - G - Emanuel Ginobili, San Antonio Spurs
  - G - Gordan Giricek, Orlando Magic
  - F - Carlos Boozer, Cleveland Cavaliers
  - G - Jay Williams, Chicago Bulls
  - G - J. R. Bremer, Celtics de Boston

- MVP des Finales : Tim Duncan, San Antonio Spurs